# Os contos do Alferes Stål

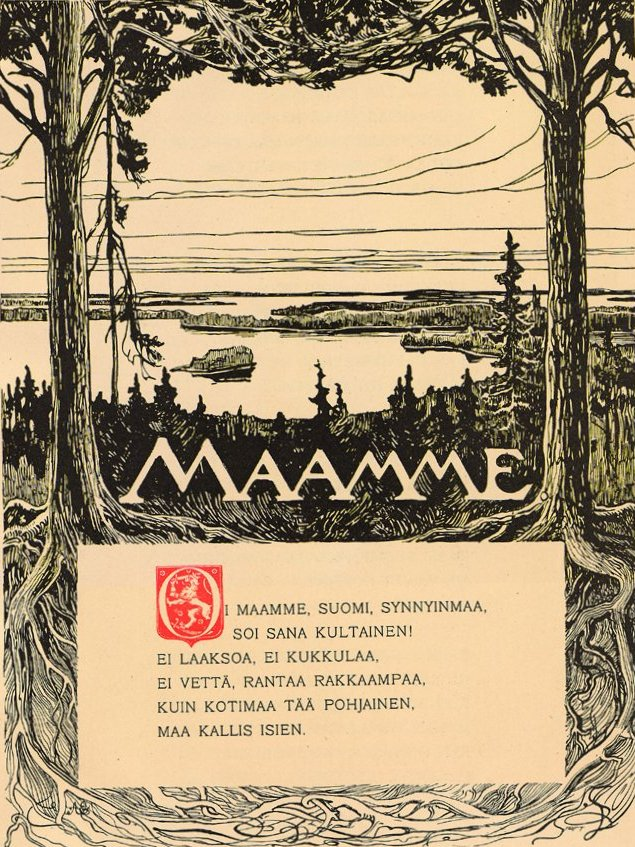
Maamme em As Histórias de Ensign Stål

Os contos do Alferes Stål, título sueco original: Fänrik Ståls sägner, (finladês: Vänrikki Stoolin tarinat) é um poema épico escrito (em sueco) pelo autor sueco-finlandês Johan Ludvig Runeberg, o poeta nacional da Finlândia. O poema descreve os eventos da Guerra finlandesa (1808–1809) e foi publicao em duas partes em 1848 e em 1860. O primeiro capítulo do poema também se converteu no hino nacional da Finlândia.